# Chitarra barocca
La chitarra barocca è l'antenata della chitarra classica moderna. Anche se è difficile stabilire con esattezza i tempi, era in uso dalla seconda metà del XVI secolo fino alla fine del XVIII secolo in Italia, Spagna e Francia. È uno strumento leggero e dal timbro chiaro e ricco, perfetto per accompagnare la voce, pur essendo in grado di farsi sentire insieme con altri strumenti: spesso veniva inclusa in orchestre che comprendevano la tiorba, l'arciliuto, la viola da gamba e il cembalo. Il termine è usato anche per strumenti moderni costruiti nello stesso stile.
.

## Accordatura dello strumento

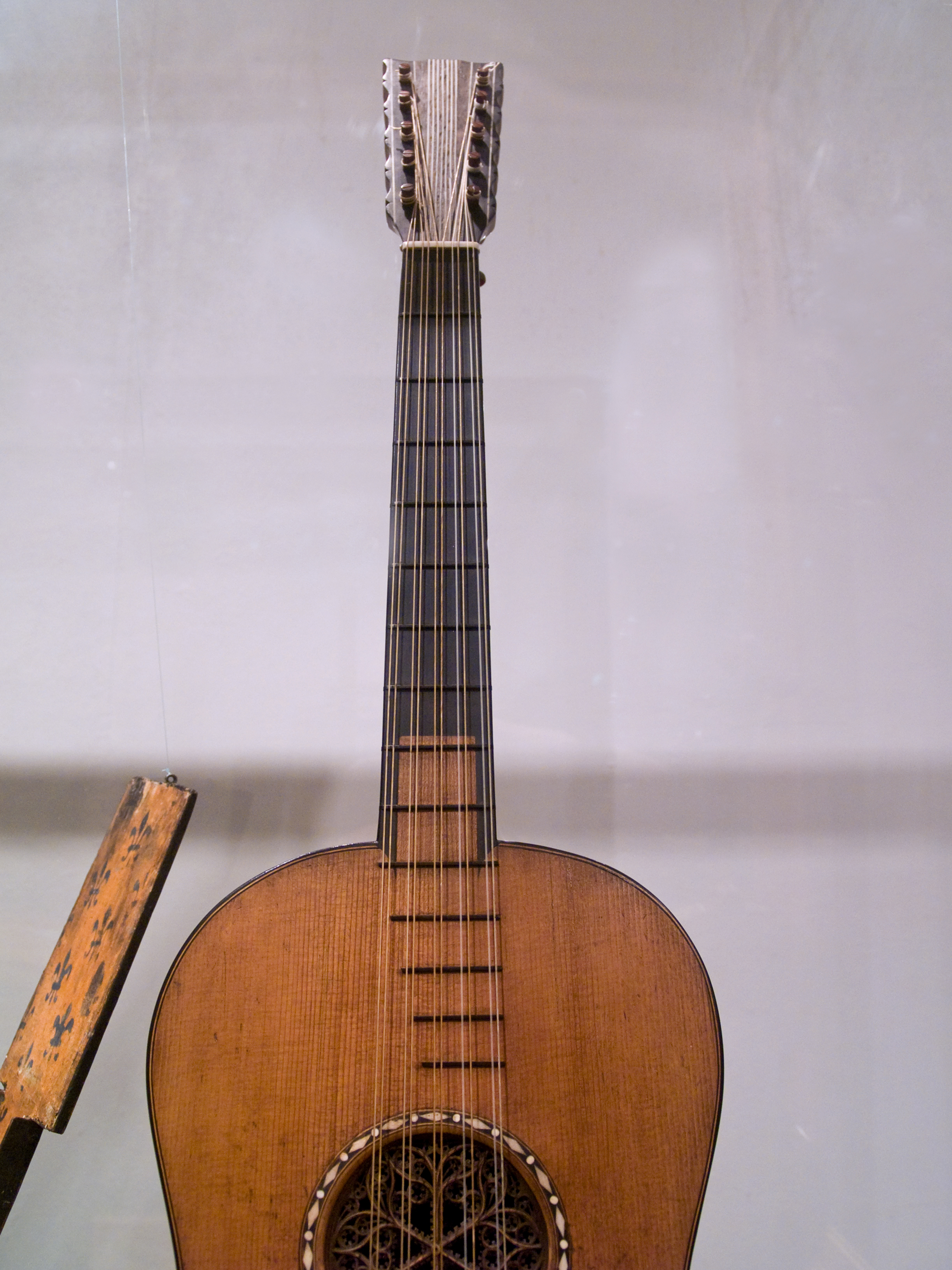
Chitarra di Antonio Stradivari - 1700, particolare della tastiera, National Music Museum, Vermillion

Aveva cinque ordini di doppie corde di budello, che includevano uno o due "bordoni" di budelli intrecciati (al 4º e 5º ordine di corde), che venivano affiancate ad un cantino accordato un'ottava sopra. Probabilmente per supplire alla serie di armonici acuti che mancavano alle corde basse. Il cantino veniva posto in alto, cioè al contrario di quanto avviene nel liuto, così da venire pizzicato prima del basso, conferendo una particolare sonorità "ambigua" allo strumento, ovvero la corda bassa poteva essere usata sia per interpretare la nota più bassa sia la più alta. Nelle accordature "alla francese" cioè con il solo bordone al 4º ordine, il la del 5° suppliva nelle serie di note venendo utilizzato per facilitare la diteggiatura (campanelas). La sostituzione delle doppie corde con le corde singole e l'aggiunta della sesta corda bassa sono avvenute nell'Ottocento.
| Autore                       | Accordatura |
| ---------------------------- | ----------- |
| Gaspar Sanz (Spagna)         |             |
| Robert de Visée (Francia)    |             |
| Girolamo Montesardo (Italia) |             |

## Compositori
- Giovanni Paolo Foscarini  (1600 circa - 1650 ca)
- Angelo Michele Bartolotti (1615 circa - 1680 ca)
- Giovanni Battista Granata (1620 - 1687)
- Gaspar Sanz (1640 - 1710)
- Robert de Visée (1658 - 1725 ca)
- Francisco Guerau (1649 - 1722) Poema harmonico
- Francesco Corbetta (1615 - 1681)
- Henri Grenerin  (floruit metà XVII secolo)
- Ludovico Roncalli  (1654 - 1713)
- Santiago de Murcia (1682 circa - 1740 ca)

## Chitarristi

### Interpreti storici
- David Ryckaert III (Anversa 1612-1661)

### Interpreti moderni
- Eduardo Egüez
- Paul O'Dette
- Hopkinson Smith
- Stephen Stubbs
- Lex Eisenhardt
- Xavier Díaz-Latorre
- Rolf Lislevand
- Pablo Zapico
- Luca Marconato
- Rosario Cicero
- Nigel North
- Anna Kowalska